# Панікале
Панікале (італ. Panicale) — муніципалітет в Італії, у регіоні Умбрія, провінція Перуджа.
Панікале розташоване на відстані близько 135 км на північ від Рима, 25 км на захід від Перуджі.
Населення — 5721 особа (2014).

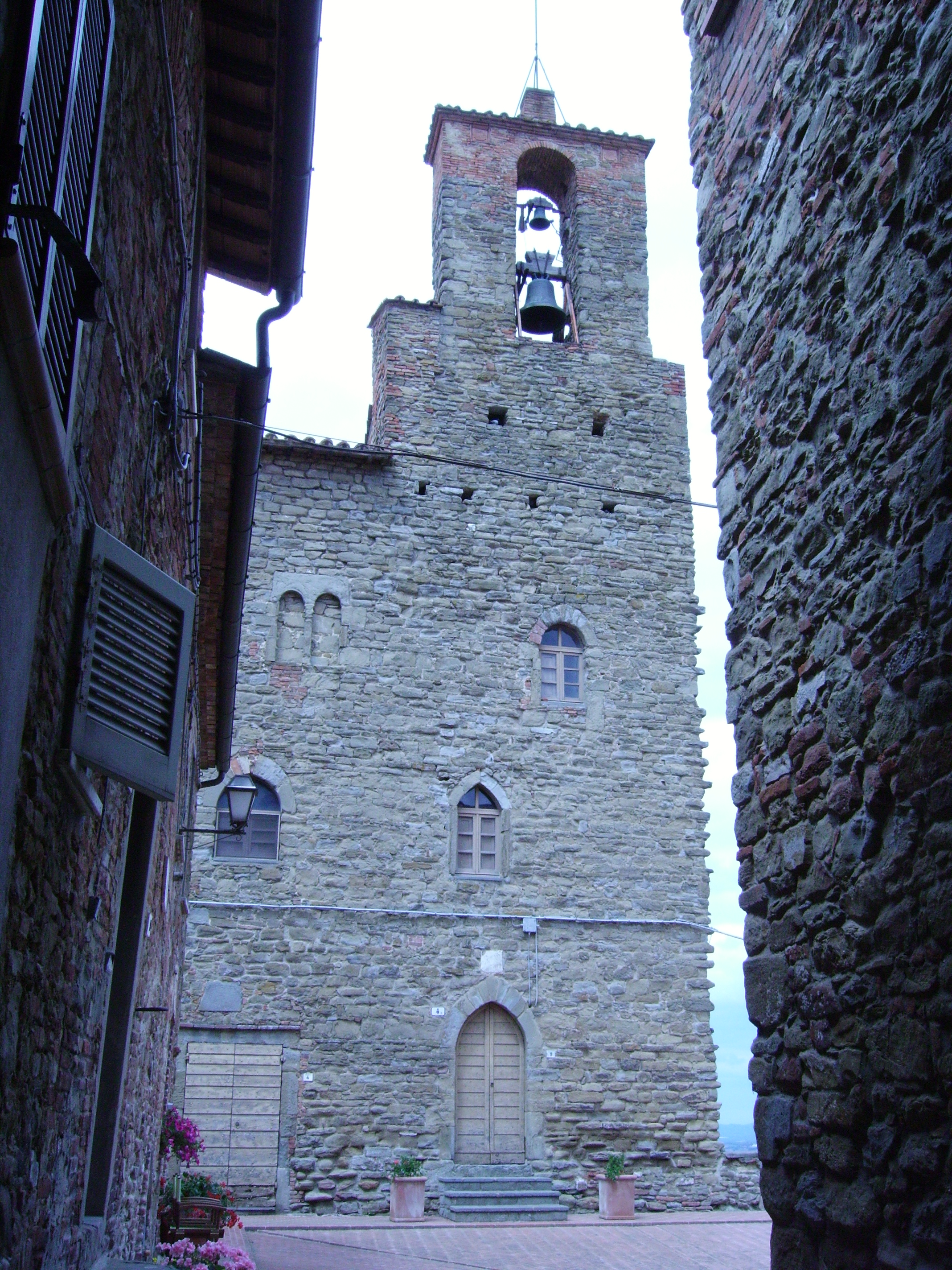

Щорічний фестиваль відбувається 29 вересня. Покровитель — святий Архангел Михаїл.

## Демографія
Населення за роками:

Станом на 1 січня 2023 року в муніципалітеті офіційно проживало 645 іноземців з 60 країн, серед них 202 громадяни країн Євросоюзу та 19 громадян України.

## Сусідні муніципалітети
- Кастільйоне-дель-Лаго
- Маджоне
- Пачіано
- Перуджа
- П'єгаро